# Streitkräfte von Myanmar

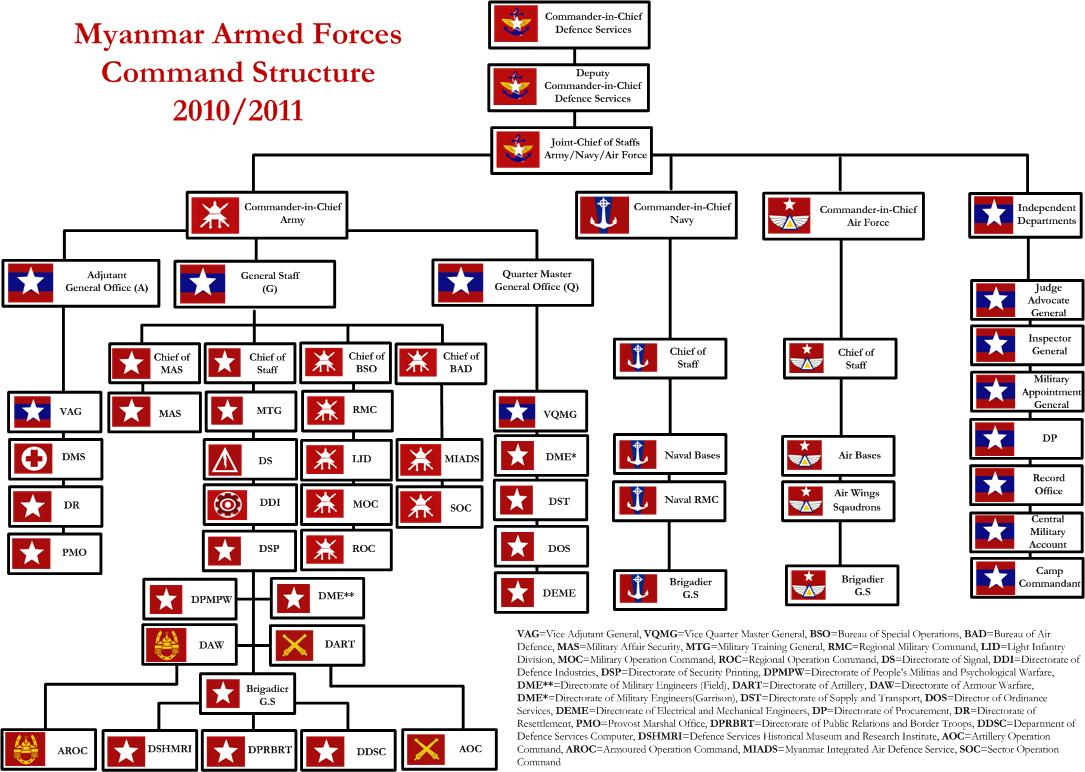
Struktur der Streitkräfte von Myanmar (2011)

Die Streitkräfte von Myanmar, genannt Tatmadaw (birmanisch: တပ်မတော်), sind das Militär von Myanmar (früher Burma). Sie hatten im Jahr 2019 rund 406.000 aktive Soldaten. Der Militärdienst war bis zum 10. Februar 2024 freiwillig, danach wurde ein Gesetz (People’s Military Service Law) aus dem Jahre 2010 in Kraft gesetzt, welches eine Wehrpflicht vorsieht. Die Einführung der Wehrpflicht war die Konsequenz aus der Operation 1027. Bewaffnete ethnische Organisationen hatten Teile des Shan-Staats überrannt und dem Militär große Verluste zugefügt.

## Geschichte
Die Streitkräfte von Myanmar werden in der Landessprache Tatmadaw genannt. Sie wurden im Zweiten Weltkrieg als Burma Independence Army gegründet. Zunächst wurden sie von Japan finanziell und materiell im Kampf gegen das Britische Empire unterstützt. Ihr Anführer war Aung San, der zu Kriegsende zu den Alliierten wechselte. Nach der Unabhängigkeit 1948 sah das Militär seine Aufgabe in der Bekämpfung von kommunistischen Aufstandsbewegungen. Im Jahre 1962 putschte das Militär unter General Ne Win das erste Mal. 1988 schlug das Militär einen Putsch nieder, was zu etwa 3000 Toten führte.
Am ersten Februar 2021 übernahm das Militär nach einem Putsch erneut die Macht. Laut UN-Angaben wurden infolge des Putsches Stand September 2021 mehr als 1100 Menschen durch Sicherheitskräfte in Myanmar getötet. Das Militär verschleppte zudem 8500 Menschen, wovon einige vergewaltigt und anderweitig gefoltert wurden. 1600 Soldatinnen und Soldaten desertierten bis Oktober 2021 wegen der Gewalt am eigenen Volk.
Anfang September 2021 bildeten hauptsächlich Abgeordnete der vom Militär entmachteten Nationale Liga für Demokratie eine Schattenregierung und riefen zu einem Volksaufstand gegen das Militär aus. In vielen Gegenden Myanmars bildeten sich daraufhin Bürgermilizen, die dem Aufruf folgten.

## Auftrag
Die Hauptaufgaben des Militär sind der Erhalt der inneren Sicherheit und der Grenzschutz. Zudem dient es der Bekämpfung von Terrorismus und Aufständen.

## Organisation

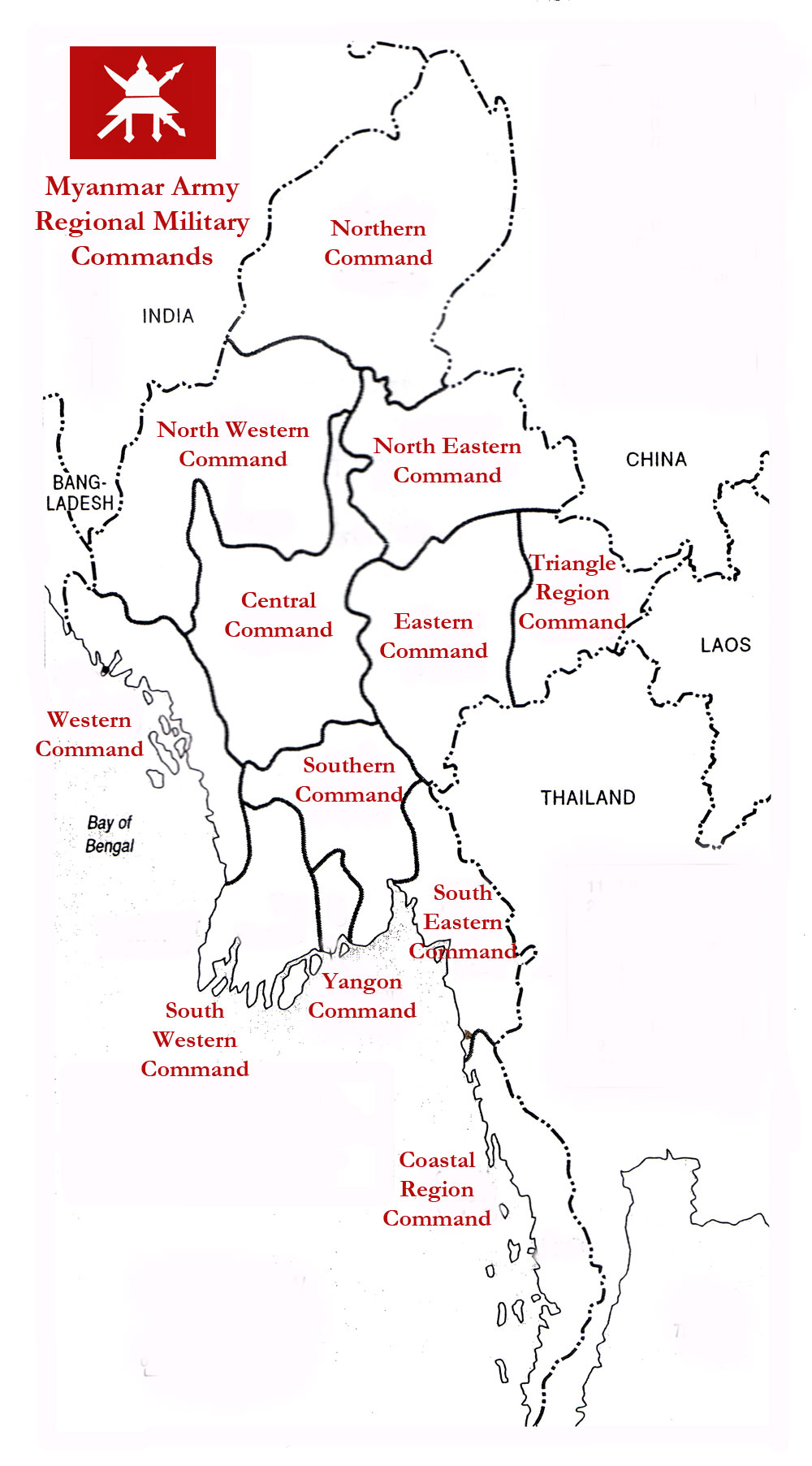
Karte der Regional Military Commands (RMC)

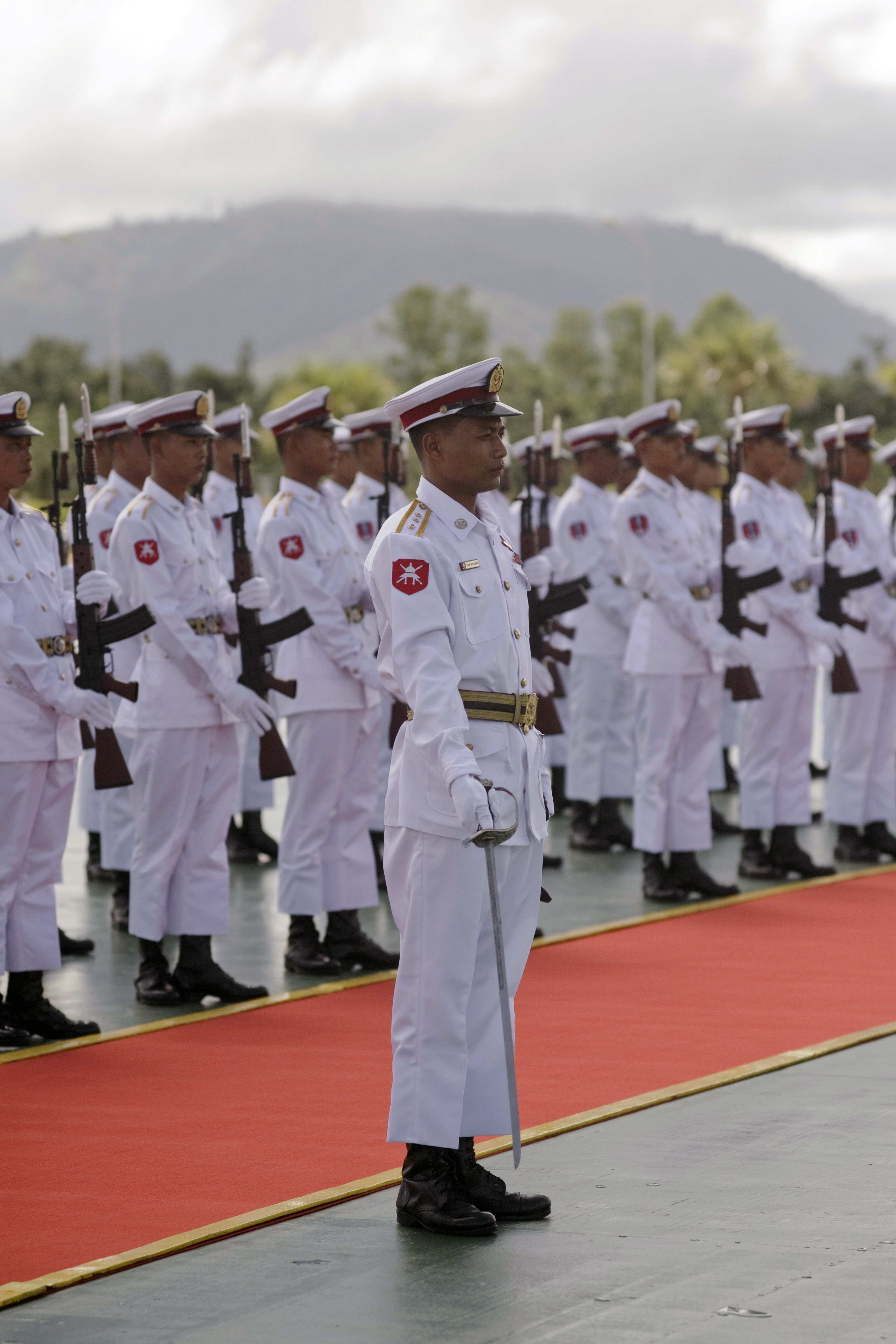
Ehrenformation der Armee in Naypyidaw

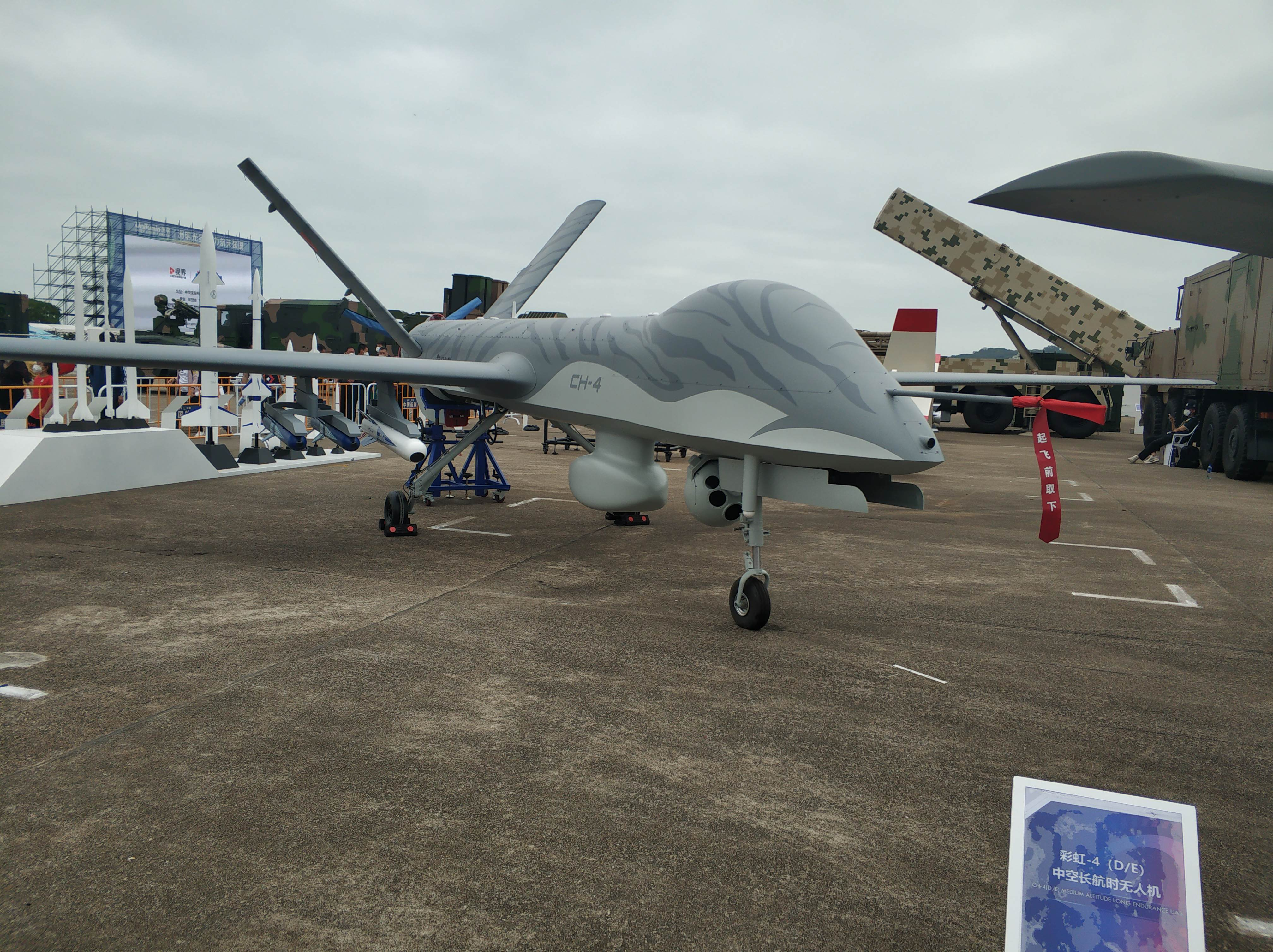
Die Tatmadaw verfügt über eine eigene Rüstungsindustrie. Im Bild eine CH-4 Drohne welche in Myanmar in Lizenz produziert wird.

Die Streitkräfte bestehen aus dem Heer (Tatmadaw Kyi တပ်မတော် ကြည်း), den Luftstreitkräften (Tatmadaw Lay တပ်မတော် လေ) und der Marine (Tatmadaw Yay တပ်မတော် ရေ). Sie verfügen nach offiziellen Angaben über etwa 400.000 Soldaten (360.000 im Heer, 20.000 in der Luftwaffe und 20.000 in der Marine). Einige Analysten gehen aber von viel geringeren Zahlen aus. So schätzte das United States Institute for Peace, dass die Armee 2023 nur über 150.000 Mannschaften verfügte. Von diesen wären nur 75.000 wirkliche Einsatztruppen. Parallel hierzu existieren noch der Grenzschutz und eine Volksmiliz. Die Polizei (siehe auch: Border Guard Police) untersteht dem Innenministerium, das der Armee jedoch nachgeordnet ist.

### Armee
Das Land ist in Militärregionen eingeteilt (Regional Military Command တိုင်း စစ်ဌာနချုပ်, kurz RMC). Die Armee verfügt über 12 Infanteriedivisionen (Light Infantry Division ခြေမြန်တပ်မ or တမခ, kurz LID) und 27 Operations Kommandos (Military Operations Command စစ်ဆင်ရေးကွပ်ကဲမှုဌာနချုပ်, kurz MOC). Eine LID oder ein MOC ist jeweils in bis zu 10 Bataillone untergliedert. Seit 2001 besitzt ein Light Infantry Battalion (kurz LIB) offiziell eine theoretische Stärke von 857 Mannschaften. Vor 2001 bestand ein LIB aus zirka 500 Mann Personal, ein Infantry Battalion (kurz IB) über mehr als 800 Mann. Seit 2001 haben LIB und IB dieselbe theoretische Mannschaftsstärke. Die meisten LIB und IB waren 2024 aber chronisch unterbesetzt. So wurden LIB mit weniger als 250 Mann eingesetzt. Das United State Institute for Peace erklärte, dass 2023 ein Bataillon für einsatzbereit galt, wenn es über eine Stärke von mindestens 200 Mannschaften verfügte – weit entfernt von 824. Davon sollten 120 für Fronteinsätze Verwendung finden, während 60 das Camp des IB bewachen sollten. Man rechnete mit einem Ausfall von 20 Angehörigen wegen Krankheit und Abwesenheit. Während die LID landesweit eingesetzt werden ist der Einsatz eines MOC auf eine Region beschränkt. LIDs werden primär in der Aufstandsbekämpfung gegen bewaffnete ethnische Organisationen eingesetzt. LIDs sind daher mobil. MOC betreiben primär befestigte, statische Stellungen meistens auf Anhöhen und in strategisch wichtigen Gebieten wie an den Grenzen. Werden LID in einem bestimmten MRC eingesetzt dann unterstehen sie dem MRC – und damit dem MOC –, ansonsten dem Generalstab. MOC unterstehen ebenfalls einem MRC. Die MOC besitzen keine eigenen Abzeichen, sondern verwenden die der entsprechenden MRC.
Die Armee wird operativ von sogenannten Bureaus of Special Operation (ကာကွယ်ရေးဌာန စစ်ဆင်ရေး အထူးအဖွဲ့, kurz BSO) geführt. 2024 gab es 6 BSOs. Ein BSO ist für ein oder auch mehrere RMC zuständig.
RMC haben ein eigenes Budget und eigene Gerichtsbarkeit. LID und MOC haben das nicht. Wird eine LID im Gebiet eines MOC eingesetzt, dann wird sie operativ vom MOC und damit vom BSO über das RMC geführt. Davon gibt es Ausnahmen. In einigen Fällen wird zwischen das RMC und MOC ein sogenanntes Regional Operation Command (ဒေသကွပ်ကဲမှု စစ်ဌာနချုပ်, kurz ROC) geschaltet. ROC haben primär logistische Aufgaben, also die Versorgung der MOC und LID mit Material, Personal und Waffen. Sie verfügen aber auch über 4 eigene Bataillone. Im Gegensatz zu MOC verfügen die ROC über Budget und Gerichtsbarkeit. 2024 gab es 10 ROC, wobei das ROC in Kokang Anfang 2024 sich den Einheiten der Myanmar Nationalities Democratic Alliance Army (kurz MNDAA) ergeben musste.
Neben den IB und LIB gibt es noch die sogenannten Border Guard Force (နယ်ခြားစောင့်တပ်ဖွဲ့, kurz BGF). Dabei handelt es sich um Bataillone mit einer Stärke von 326 Mannschaften, welche primär von ethnischen bewaffneten Organisationen (englisch Ehtnical Armed Organisation, kurz EAO) gestellt werden. BGF gibt es seit 2010. Es gibt auch sogenannte People Militia welche auch von Angehörigen von EAOs geführt werden. BGF kämpfen in definierten Gebieten (Meistens in Gebieten, welche in einem Waffenstillstandsvertrag definiert worden sind) und meistens gemeinsam mit einem IB oder LIB. Das beste Beispiel ist die Karen Border Guard Force welche sich 2024 in Karen National Army umbenannt hat. Die Karen Border Guard Force setzte sich aus Mitgliedern der Democratic Karen Buddhist Army (kurz DKBA) zusammen. Die DKBA hatte bereits 1996 einen Waffenstillstand mit der Zentralregierung geschlossen und unterstützte das Militär der Zentralregierung in ihren Gebieten. Die Umwandlung in 13 BGF-Bataillone erfolgte 2010. BGF-Bataillone unterstehen dem jeweiligen RMC.
Artillerieeinheiten sind nicht unabhängig, sie werden immer im Zusammenhang mit Infanterieeinheiten eingesetzt. Ein Artillerieoperationskommando (englisch Artillery Operations Command, kurz AOC) hat ein Hauptquartierbataillon, 12 Artilleriebataillone und Unterstützungseinheiten. Ein AOC besteht aus 6 leichten Feldartilleriebataillonen, 3 mittleren Feldartilleriebataillonen und 3 Bataillonen mit mittlerer Reichweite (kurz MRL). Zusätzlich verfügt ein AOC über ein Luftabwehrbataillon und ein Radar-Bataillon. Jedes leichte Feldartilleriebataillon ist mit 3 Batterien mit 12 Kanonen pro Batterie (oder insgesamt 36) ausgestattet. Mittlere Feldartilleriebataillone haben 6 Kanonen pro Batterie (oder insgesamt 18). Im Prinzip entspricht ein AOC einer Artilleriedivision der NATO. Feldartilleriebataillone werden immer mit einer LID, ROC oder einem MOC eingesetzt und unterstehen den taktischen Führern dieser Einheiten.

### Liste der Regional Military Commands
| Regional Military Command (RMC) | Abzeichen | Staaten / Regionen            | Headquartier | Särke                    | Untersteht                     |
| ------------------------------- | --------- | ----------------------------- | ------------ | ------------------------ | ------------------------------ |
| Central Command                 |           | Mandalay-Region               | Mandalay     | 31 Infanterie-Bataillone | Bureau of Special Operations 1 |
| Coastal Region Command          |           | Tanintharyi-Region            | Mergui       | 43 Infanterie-Bataillone | Bureau of Special Operations 4 |
| Eastern Command                 |           | Shan-Staat und Kayah-Staat    | Taunggyi     | 42 Infanterie-Bataillone | Bureau of Special Operations 2 |
| Eastern Central Command         |           | Shan-Staat                    | Namsang      | 7 Infanterie-Bataillone  | Bureau of Special Operations 2 |
| Naypyidaw Command               |           | Naypyidaw                     | Pyinmana     | ???                      | Bureau of Special Operations 6 |
| Northern Command                |           | Kachin-Staat                  | Myitkyina    | 32 Infanterie-Bataillone | Bureau of Special Operations 1 |
| Northeastern Command            |           | Shan-Staat                    | Lashio       | 30 Infanterie-Bataillone | Bureau of Special Operations 1 |
| Northwestern Command            |           | Sagaing-Region                | Monywa       | 25 Infanterie-Bataillone | Bureau of Special Operations 2 |
| Southeastern Command            |           | Mon-Staat und Kayin-Staat     | Mawlamyine   | 40 Infanterie-Bataillone | Bureau of Special Operations 4 |
| Southern Command                |           | Bago and Magwe                | Toungoo      | 27 Infanterie-Bataillone | Bureau of Special Operations 3 |
| Southwestern Command            |           | Irawadi-Region                | Pathein      | 11 Infanterie-Bataillone | Bureau of Special Operations 3 |
| Western Command                 |           | Rakhaing-Staat und Chin-Staat | Ann          | 31 Infanterie-Bataillone | Bureau of Special Operations 3 |
| Triangle Region Command         |           | Shan-Staat                    | Kengtung     | 23 Infanterie-Bataillone | Bureau of Special Operations 2 |
| Yangon Command                  |           | Yangon-Region                 | Mayangone    | 11 Infanterie-Bataillone | Bureau of Special Operations 5 |

(Quelle:)

### Liste der Heeresdivisionen
| Light Infantry Division (LID) | Gründungsjahr | Abzeichen                     | Hauptquartier | Bataillone                                           | Anmerkungen |
| ----------------------------- | ------------- | ----------------------------- | ------------- | ---------------------------------------------------- | --- |
| 11. Light Infantry Division   | 1988          | 11th Light Infantry Division  | Yangon        | 211, 212, 213, 214, 215, 216, 217, 218, 219, 220     | |
| 12. Light Infantry Division   |               |                               | Tanintharyi   |                                                      | Existenz unklar. Viele Quellen reden von 10 LID. Verwechslung 12. LID mit 12. MOC? Beispiel Karen Human Rights Group: „Light Infantry Division (LID)[12] #231“ Infanterie-Bataillon 231 gehört aber zum 12. MOC                                             |
| 20. Light Infantry Division   |               |                               | Pakokku       |                                                      | Mobile Reserve |
| 22. Light Infantry Division   | 1988          | 22th Light Infantry Division  | Hpa-An        | 81, 201, 202, 203, 204, 205, 206, 207, 208, 209, 210 | |
| 33. Light Infantry Division   | 1984          | 33th Light Infantry Division  | Mandalay      | 4, 11, 12, 13, 42, 76, 111, 116, 119, 120            | Die Division wurde 2024 von der US-Regierung mit Sanktionen belegt wegen ihres Einsatzes gegen die eigene Bevölkerung. Die Division wurde bereits 2017 von der US-Regierung wegen ihres Einsatzes gegen die Rohingya im Arakan Staat mit Sanktionen belegt. |
| 44. Light Infantry Division   | 1979          | 44th Light Infantry Division  | Thaton        | 1, 2, 3, 8, 9, 81, 94, 102, 104, 118                 | |
| 55. Light Infantry Division   | 1980          | 55th Light Infantry Division  | Kalaw         | 3, 7, 18, 112, 117, 508, 509, 511, 512               | |
| 66. Light Infantry Division   | 1976          | 66th Light Infantry Division  | Prome         | 1, 4, 5, 6, 10, 11, 14, 35, 80, 108                  | |
| 77. Light Infantry Division   | 1966          | 77th Light Infantry Division  | Bago          | 7, 8, 101, 105, 106, 107, 313, 701, 702, 703         | Die Division wurde 2024 von der US-Regierung mit Sanktionen belegt wegen ihres Einsatzes gegen die eigene Bevölkerung. |
| 88. Light Infantry Division   | 1967          | 88th Light Infantry Division  | Magway        | 10, 13, 77, 78, 83, 103, 301, 317, 415, 416          | |
| 99. Light Infantry Division   | 1968          | 99th Light Infantry Division  | Meiktila      | 14, 15, 79, 109, 113, 315, 417, 418, 419, 420        | Die Division wurde mit Sanktionen der britischen Regierung belegt. Die Division wurde 2017 von der US-Regierung wegen ihres Einsatzes gegen die Rohingya im Arakan Staat mit Sanktionen belegt.                                                             |
| 101. Light Infantry Division  | 1991          | 101th Light Infantry Division | Pakokku       | 251, 252, 253, 254, 255, 256, 257, 258, 259          | |

(Quelle:)

### Liste der Military Operation Commands
Liste der Military Operation Commands. Für MOC-22 bis MOC-27 sind keine offiziellen Stationierungsorte bekannt. Die ersten 11 MOC wurden 1995 von General Than Shwe aufgestellt. Zwischen 1999 und 2001 kamen weitere 7 weitere hinzu, davon drei im Rakhaing-Staat, MOC-5, MOC-9, MOC-15. Mit diesen neuen Einheiten hatte das Militär die Möglichkeit gegen die Rohingya vorzugehen. Ein MOC besteht aus 10 Infanterie-Bataillonen bzw. LIBs.
| Military Operation Command (MOC)         | RMC                     | Fahne | Hauptquartier | Staat/Region       | Bataillone                                          | Anmerkungen |
| ---------------------------------------- | ----------------------- | ----- | ------------- | ------------------ | --------------------------------------------------- | --- |
| 1. Military Operations Command (MOC-1)   | Northeastern Command    |       | Kyaukme       | Shan-Staat         | 17, 22, 114, 115, 243, 501, 502, 503, 505, 506      | |
| 2. Military Operations Command (MOC-2)   | Eastern Command         |       | Mong Nawng    | Shan-Staat         | 9, 12, 64, 247, 268, 513, 515, 516, 517, 518        | |
| 3. Military Operations Command (MOC-3)   | Northern Command        |       | Mogaung       | Kachin-Staat       | 40, 381, 382, 383, 384, 385, 386, 388, 389, 390     | |
| 4. Military Operations Command (MOC-4)   | Yangon Command          |       | Hpugyi        | Yangon-Region      | 701, 702, 703, 704, 705, 706, 707, 708, 709, 710    | |
| 5. Military Operations Command (MOC-5)   | Western Command         |       | Taungup       | Rakhaing-Staat     | 371, 372, 373, 346, 542, 543, 544, 562, 563, 566    | |
| 6. Military Operations Command (MOC-6)   | Naypyidaw Command       |       | Pyinmana      | Mandalay-Region    | 5, 26, 19, 84, 306, 307, 413, 414, 604, 655         | |
| 7. Military Operations Command (MOC-7)   | Northeastern Command    |       | Hpegon        | Shan-Staat         | 102, 250, 261, 337, 421, 423, 424, 425, 426, 427    | |
| 8. Military Operations Command (MOC-8)   | Coastal Command         |       | Dawei         | Tanintharyi-Region | 401, 402, 403, 404, 405, 506, 407, 408, 409, 410    | |
| 9. Military Operations Command (MOC-9)   | Western Command         |       | Kyauktaw      | Rakhaing-Staat     | 374, 375, 376, 377, 378, 379, 380, 539, 540, 541    | Das Hauptquartier des MOC-9 wurde im März 2024 von der Arakan Army eingenommen und alle LIB ausgelöscht.                                                                 |
| 10. Military Operations Command (MOC-10) | Northwestern Command    |       | Kyigon        | Sagaing-Region     | 361, 362, 263, 364, 365, 366, 367, 368, 369, 370    | |
| 11. Military Operations Command (MOC-11) | Southeastern Command    |       | Loilem        | Shan-Staat         | 10 LIB                                              | |
| 12. Military Operations Command (MOC-12) | Southeastern Command    |       | Kawkareik     | Kayin-Staat        | 230, 231, 355, 356, 357, 545, 546, 547, 548, 549    | IB 275,355, 356, 357 wurden Anfang 2024 von der Karen National Liberation Army und People’s Defence Force überrannt.                                                     |
| 13. Military Operations Command (MOC-13) | Coastal Command         |       | Bokpyin       | Tanintharyi-Region | 358, 432, 555, 556, 557, 558, 559, 560, 561, 585    | Das Hauptquartier des MOC-13 wurde am 14. März 2024 von der Karen National Liberation Army eingenommen.                                                                  |
| 14. Military Operations Command (MOC-14) | Triangle Command        |       | Mong Hsat     | Shan-Staat         | 49, 277, 278, 333, 519, 527, 553, 554, 579, 580     | |
| 15. Military Operations Command (MOC-15) | Western Command         |       | Buthidaung    | Rakhaing-Staat     | 345, 352, 353, 535, 537, 538, 551, 552, 564, 565    | Dem MOC-15 werden schwere Menschenrechtsverletzungen und Kriegsverbrechen zur Last gelegt. Das Hauptquartier des MOC-15 wurde im Mai 2024 von der Arakan Army überrannt. |
| 16. Military Operations Command (MOC-16) | Northeastern Command    |       | Theinni       | Shan-Staat         | 69, 240, 241, 242, 323, 504, 507, 522, 567, 568     | Das Hauptquartier der MOC-16 wurde während der Operation 1027 überrannt und aufgegeben.                                                                                  |
| 17. Military Operations Command (MOC-17) | Eastern Central Command |       | Mong Pan      | Shan-Staat         | 294, 295, 520, 525, 569, 574, 575, 576, 577, 578    | |
| 18. Military Operations Command (MOC-18) | Triangle Command        |       | Mong Hpayak   | Shan-Staat         | 220, 316, 329, 330, 331, 335, 359, 526, 571, 572    | |
| 19. Military Operations Command (MOC-19) | Southeastern Command    |       | Ye            | Mon-Staat          | 61, 62, 106, 299, 299, 343, 583, 586, 587, 588, 591 | |
| 20. Military Operations Command (MOC-20) | Coastal Command         |       | Kawthaung     | Tanintharyi-Region | 262, 282, 431, 432, 582, 584, 592, 594, 595, 597    | |
| 21. Military Operations Command (MOC-21) | Northern Command        |       | Bhamo         | Kachin-Staat       | 47, 56, 223, 237, 276, 320387, 438, 601, 602        | |

(Quelle:)

### Liste der Sanitätseinheiten
Der Sanitätsdienst wird von Directorate of Medical Services betrieben. Dieses betreibt mehrere Krankenhäuser, im Feld Sanitätsbataillone Field Medical Battalion. Ein Field Medical Battalion besteht aus 3 Kompanien welche je 1 Feldlazarett betreibt und einer Kompanie mit Spezialisten. Ausch diese agieren nicht unabhängig, sondern unterstehen einem Regional Military Command. Das Hauptquartier, das Medical Corps Centre befindet sich in Yangon. Eine Spezialeinheit, dass Health and Disease Control Unit beschäftigt sich mit Gesundheitsprävention.
| Einheit                         | Hauptquartier | RMC                    | Fahne |
| ------------------------------- | ------------- | ---------------------- | ----- |
| Medical Corps Centre            | Hmawbi        | Yangon Command         |       |
| 1. Field Medical Battalion      | Mandalay      | Central Command        |       |
| 2. Field Medical Battalion      | Taunggyi      | Eastern Command        |       |
| 3. Field Medical Battalion      | Taungoo       | Southern Command       |       |
| 4. Field Medical Battalion      | Pathein       | Southwestern Command   |       |
| 5. Field Medical Battalion      | Mawlamyaing   | Southeastern Command   |       |
| 6. Field Medical Battalion      | Hmawbi        | Yangon Command         |       |
| 7. Field Medical Battalion      | Monywa        | Northwestern Command   |       |
| 8. Field Medical Battalion      | Sittwe        | Western Command        |       |
| 9. Field Medical Battalion      | Mohnyin       | Northern Command       |       |
| 10. Field Medical Battalion     | Lashio        | Northeastern Command   |       |
| 11. Field Medical Battalion     | Bhamo         | Northern Command       |       |
| 12. Field Medical Battalion     | Kengtung      | Triangle Command       |       |
| 13. Field Medical Battalion     | Myeik         | Coastal Region Command |       |
| 14. Field Medical Battalion     | Taikkyi       | Yangon Command         |       |
| Health and Disease Control Unit | Mingaladon    | Yangon Command         |       |

## Ausrüstung
Das Militär verfügte 2021 über folgende Ausrüstung:
- 81 Kampfflugzeuge
- 27 Transportflugzeuge
- 88 Trainingsflugzeuge
- 5 sonstige Flugzeuge
- 86 Hubschrauber
- 9 Kampfhubschrauber
- 5 Fregatten
- 3 Korvetten
- 1 U-Boot
- 79 Patrouillenschiffe
- 2 Minenjagdboote
- 595 Panzer
- 1700 gepanzerte Fahrzeuge
- 40 Panzerhaubitzen
- 1869 Artilleriegeschütze
- 496 Raketenwerfer

## Rüstungsindustrie
Die Tatmadaw verfügt über eine eigene Rüstungsindustrie. Neben Sturmgewehren und Munition werden auch High-Tech Waffen wie die CH-4 Drohne der China Aerospace Science and Technology Corporation in Lizenz hergestellt. Die Tatmadaw eigenen Fabriken unterstehen dem Myanmar Directorate of Defence Industries (birmanisch: ကာကွယ်ရေး ပစ္စည်းစက်ရုံများ ညွှန်ကြားရေးမှူးရုံး, kurz DI). Die Produktion von Waffen und Munition wurde 1953 aufgenommen. Ab 1957 wurde mit der Produktion des BA63 in Lizenz begonnen, dem G3 Sturmgewehr von Heckler & Koch.